# 루퍼스 (소프트웨어)
루퍼스(Rufus, The Reliable USB Formatting Utility, with Source)는 마이크로소프트 윈도우용의 자유-오픈 소스 포터블 애플리케이션으로, 부팅 가능한 USB 플래시 드라이브나 라이브 USB를 포맷하고 제작할 수 있다.
루퍼스는 도스용 부팅 가능 USB 플래시 드라이브를 만들기 위해 주로 사용된 윈도우용의 HP USB 디스크 스토리지 포맷 툴의 현대적인 오픈 소스 대체판으로 계획되었다.
최초 공식 버전은 1.0.3이었으며 2011년 12월 11일 MS-DOS 전용으로 출시되었다.